# Patricia Faessler
 (juin 2018).
Si vous disposez d'ouvrages ou d'articles de référence ou si vous connaissez des sites web de qualité traitant du thème abordé ici, merci de compléter l'article en donnant les références utiles à sa vérifiabilité et en les liant à la section « Notes et références ».
Patricia Faessler (née le 12 novembre 1974 à Zurich) est une modèle et artiste suisse.

## Biographie

### Enfance et années de jeunesse
Patricia Faessler, fille unique d’un couple d’entrepreneurs, a grandi dans un cadre multiculturel et trilingue à Bruxelles. Elle est venue plus tard en Suisse, dans un internat catholique pour jeunes filles. Patricia Faessler a commencé à quatre ans avec un enseignement de ballet et de théâtre auprès de l’école zurichoise de danse et de théâtre réputée Metzenthin. Elle gagne son premier argent de poche de teenager comme modèle photographique. 

### Carrière de mannequin
En 1991, Patricia Faessler a été l’une des dix finalistes d’Elite Model Look of the Year, et elle a obtenu sa première campagne pour l’entreprise de vêtements suisse Tally Weijl. Deux ans plus tard, Patricia Faessler a gagné le titre de Miss Suisse et elle a obtenu en 1994 le 6e rang lors de l’élection de Miss Univers aux Philippines. Elle a été découverte et soutenue ensuite par la propriétaire de l’agence Eileen Ford. Il s’est ensuivi des prises de photo à son nouveau domicile à Paris, ainsi qu’à Milan, Londres et New York pour des magazines de mode tels que Harper's Bazaar ou Cosmopolitan, et des marques telles que Lacoste, Max Mara, L'Oréal et Romeo Gigli. Dans les années 1990, Patricia Faessler a été le visage publicitaire du groupe de dermatologie Louis Widmer.

### Artiste
En 2006, Patricia Faessler commence à se photographier elle-même et élabore une étude de soi à travers l'objectif de la caméra et du miroir. Cultural Espace Ample Barcelona introduit l'artiste suisse dans une exposition de groupe de onze artistes et présente les travaux des diverses collections de ses Propres Observations. Il s'ensuit des publications dans divers magazines de culture et d'art.

### Études
Patricia Faessler suit avec un grand intérêt[non neutre] la recherche biocosmétique et les développements récents dans le secteur de la parapsychologie  et de la neuropsychologie. Elle a terminé en 2010 son master en Éthique appliquée à l’Université de Zurich. 

### Engagement personnel
Patricia Faessler s’engage personnellement pour des projets sociaux, tels que l’Œuvre d’entraide suisse IDEM (au service de son prochain, Kinderspital Zürich). Elle gère des ateliers et des séminaires dans des écoles et des institutions pour filles sur le thème « choix de la beauté / folie de la beauté ».
Elle est directrice des Relations internationales pour l‘organisation Dance 4 Africa. Dance for Africa s’engage pour la formation des enfants africains et pour la protection de divers peuples nomades.
En 2009, Patricia Faessler devient ambassadrice de paix à la Marche mondiale pour la paix. Une organisation active au niveau mondial 'World without war' qui met sur pieds la première marche mondiale qui fait le tour de la terre. L'organisation exige la fin des guerres, la suppression des armes atomiques et la fin de toutes formes de violence (corporelles, économiques, racistes, religieuses, culturelles, sexuelles ou psychologiques).

## Expositions
- APPLETREE 2009, PHOTO 2007 Exposition photographie suisse. 27-30 décembre 2007
- SKULPTUR UND FOTOGRAFIE 2008 Glass Inspiration, Galerie Franz Gertsch Museum, Burgdorf, Schweiz. 12 octobre 2008 - 8 février 2009
- DOLLS 2009, Kunsträume Zermatt, Schweiz. 28 février 2009 - 25 mars 2009, Solo Exposition
- VANITY 2009 Espace, Cultural Ample, Barcelone, Espagne. 4 août 2009 - 27 octobre 2009, Collaboration Exposition